# 褶皱

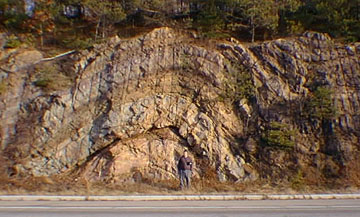
背斜

褶皱是层状岩石受力后形成的波状弯曲。绝大多数的层状岩石是由堆积在盆地、海岸的平坦水平成层的沉积物形成，如隆升出露地面，形成水平岩层。

## 类型
褶皱有两种基本类型：
- 背斜：岩层向上弯曲，中间向上隆起，被侵蝕后，其出露地表的中心核部，岩层时代较老，外侧的岩层时代较新且兩邊地層對稱。
- 向斜：岩层向下弯曲，中间向下凹陷，被侵蝕后，其出露地表的中心核部，岩层时代较新，外侧的岩层时代较老且兩邊地層對稱。

## 形成
褶皱的形成与受力方式﹑变形环境、岩层变形行为相关﹕
- 纵弯褶皱作用：岩层受到顺层挤压形成。一般认为岩层在褶皱前处于水平状态﹐地壳受水平挤压的结果。岩层间的力学性质差异在褶皱形成中起主导作用。如岩系中各层力学性质很不一致﹐在顺层挤压下﹐强硬层就会失稳发生正弦曲线状弯曲﹐形成等厚褶皱﹔相对软的层作为介质﹐在均匀压扁的同时被动地调整和适应由强硬层引起的弯曲形态。进一步挤压下﹐强硬层的褶皱变得越紧闭﹐可使翼部被压扁而成IC型褶皱。如岩系中各层力学性质差异较小、平均韧性较大﹐岩层在褶皱的同时，共同受到总体的压扁﹐可形成IC～3型的褶皱。

- 横弯褶皱作用：岩层受与层面近于垂直的力发生弯曲。沉积岩层初始状态是水平的﹐外力是垂向的。可以是与基底的断块升降引起盖层的弯曲﹐也可以由于盐层、其他高塑性层的重力上浮的底辟作用引起上覆地层的弯曲﹐也可由岩浆上涌引起。受褶皱的岩层整体处于拉伸状态﹐常成IA型顶薄褶皱﹐或在顶部形成地堑。当基底的差异性升降与表层的沉积同时进行（同沉积褶皱）﹐背斜表现为水下隆起﹐向斜表现为水下凹陷﹐引起沉积层的岩相、厚度的变化。

- 剪切（滑）褶皱作用：是岩层沿著一系列与层面交切的密集面发生不均匀的剪切形成褶皱。一般发生于韧性较大的岩系（如含盐层）或较深层次的层状岩系的韧性剪切带中。这时﹐各岩性层间的韧性差极小、趋于均一化﹐而整套岩系的平均韧性较大。由于受差异性剪切而被动地弯曲。

- 流褶皱：岩石在较高的温度、压力下可以成为高韧性、低黏度的固态物质﹐类似黏性流体而变形﹐形成复杂的褶皱。深变质岩、混合岩化岩石中常见小型的流褶皱。

- 褶皺是指岩層成波浪彎曲的現象，而非地表的高低起伏，地表的高低起伏是侵蝕的結果。